# Portret van Annie Hall in Lissadell, Kenley, Surrey
Portret van Annie Hall in Lissadell, Kenley, Surrey is een schilderij van de Nederlandse kunstschilder Jan Toorop, geschilderd in 1885, olieverf op doek, 99 x 73 centimeter. Toorop portretteert zijn toekomstige vrouw in een door James Ensor en James McNeill Whistler beïnvloede impressionistische stijl. Het werk bevindt zich thans in de collectie van het Rijksmuseum te Amsterdam.

## Context: Brussel, Engeland
In 1882 trok Toorop naar Brussel, waar hij spoedig in contact kwam met een groep avantgardistische jonge kunstenaars die in 1883 het genootschap 'Les Vingt' hadden opgericht. In 1885 zou ook Toorop zelf lid van deze groepering worden. De kunstenaars van 'Les Vingt' en met name James Ensor, zouden hem in deze periode sterk beïnvloeden. Die invloed kwam toen nog voornamelijk uit de hoek van het impressionisme. De ontwikkeling richting het symbolisme start bij Toorop eigenlijk pas goed vanaf 1887.
In 1884 maakte Toorop een reis naar Londen, samen met zijn vriend Emile Verhaeren en kunstcriticus Georges Destrée. Eind 1885 ging hij opnieuw voor enkele maanden naar Engeland, waarbij hij verbleef op het landgoed van de ouders van Annie Hall (1860-1929). Annie Hall was een frêle Engelse dame die hij in Brussel had leren kennen toen ze daar muziek studeerde. In 1886 zou hij haar trouwen. Tijdens zijn verblijven in Engeland raakte Toorop zeer onder de indruk van het werk van James McNeill Whistler, wiens werk hij al had leren kennen tijdens een tentoonstelling bij Les Vingt in 1884. Op introductie van Lourens Alma Tadema bezocht hij ook Whistlers atelier in Londen. Ook het werk van Whistler zou in de periode 1885-1887 een grote inspiratiebron zijn voor Toorop.

## Portret van Annie Hall in Lissadell
Toorop portretteert hier zijn toekomstige vrouw Annie Hall tijdens zijn tweede verblijf in Engeland bij een bezoek aan haar ouderlijk huis in Lissadell, Kenley, Surrey, toen hij om haar hand kwam vragen. Ze wordt afgebeeld in een witte, hooggesloten japon bij het raam, terwijl ze bezig is met handwerken. Een sterk zonlicht beschijnt vanuit het raam het donkere Engelse interieur.
Het tafereel straalt een grote, bijna serene rust uit, duidelijk anders dan de levendigheid die de Franse impressionisten toentertijd vaak in hun schilderijen legden. In een brief uit die periode aan Annie Hall laat Toorop ook doorschemeren niet zo goed overweg te kunnen met de Franse impressionistische schilderwijze: hij vindt ze te luid, te oppervlakkig in hun waarneming en hij betwijfelt 'of met enkele penseelstreken een beweging, persoon of landschap even kernachtig gekarakteriseerd kan worden als bij een wat aandachtiger beschouwing'. Toorop had duidelijk meer aandacht voor de psychische gesteldheid van zijn modellen, die hij vaak neerzet verzonken in overpeinzing.

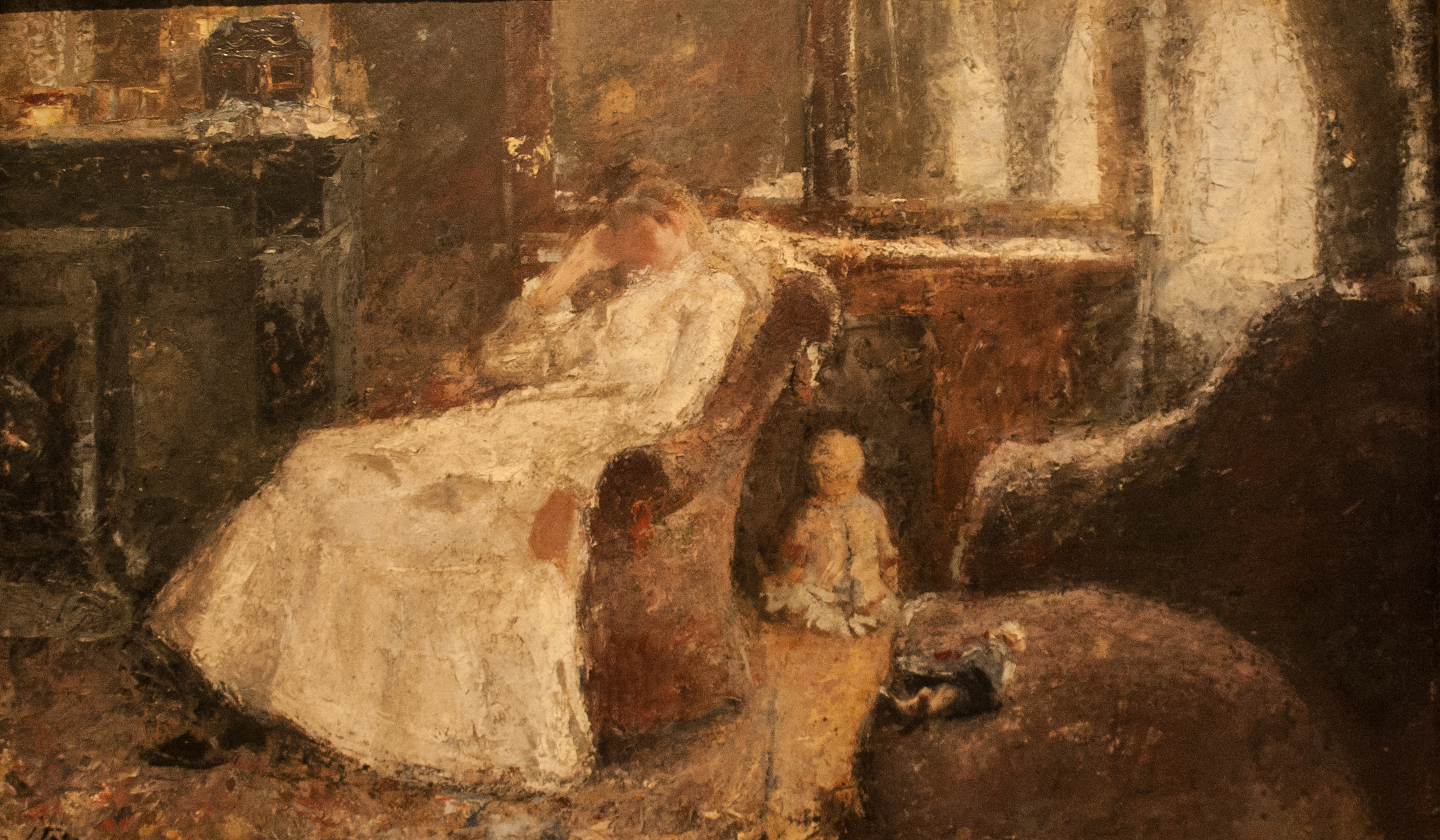
Dame in wit, Annie Hall in 1884, verwant aan de salonportretten van Ensor, vooral door het intieme, verstilde karakter en de zwaar opgebrachte verflagen in geraffineerde tinten.

In navolging van Ensor gebruikt Toorop midden jaren 1880 vaak temper- en paletmessen bij het vervaardigen van zijn schilderijen, een techniek die hij ook hanteert in dit portret van Annie Hall. Het schilderwerk lijkt te zijn opgebouwd uit een grote hoeveelheid kleurvlekken, zonder contourlijnen, waarmee hij een sterk impressionistische, enigszins grove uitstraling bewerkstelligt. Opvallend is de afwisseling van gecomprimeerde, sombere tonen en heldere kleuren. Dat leidt uiteindelijk tot een soort van gedempt impressionisme, waarin iets van de zwaarte uit het Hollandse noorden terug te vinden is. De ruimtelijke werking in het werk wordt enigszins veronachtzaamd, hetgeen eveneens duidt op de invloed van Ensor.
De invloed van James McNeill Whistler op dit portret van Annie Hall wordt weerspiegeld in het dominante gebruik van een fel belicht wit in Annie's japon en borduurwerk. Ook de aanwezigheid van het estheticistische schoonheidsideaal is herkenbaar. Toorop maakte in de periode 1885-1887 meerdere portretten van Annie Hall in dezelfde stijl, herinneringen oproepend aan de 'symfonieën' die Whistler in die tijd maakte. De atmosfeer is over het algemeen dromerig en melancholiek.